# 妖精狩獵者
《妖精狩獵者》（エルフを狩るモノたち）是矢上裕的日本漫畫作品，自1994年起至2003年止連載於《月刊電擊Comic Gao!》，單行本全22冊。

## 劇情大綱
描述三個各有專長的現代人被傳送到幻想世界，為了尋找四散的傳送咒文碎片回到現代而到處剝光女妖精身上衣服的故事。

## 人物介紹

### 妖精狩獵者
小宮山愛理
配音：富澤美智惠；台灣：李明幸
24歲，在美國的戲劇學校學習演技，畢業後就往好萊塢發展，拍第一部電影就一炮而紅，出道第二年就拿到藝術學院賞和奧斯卡金像獎雙料影后。除了演技出神入化，其他就讓人摸不清底的神秘女演員，而且在她少女時代在日本居往生活幾乎是一個謎。故事中她對任何事都輕鬆冷靜，無疑成為大家的軍師，所以會幫大家定出策略。興趣是散步和喝茶，她認為在五星級飯店悠哉過每一天是人生最大的享受。
龍造寺淳平
配音：關智一；台灣：李香生
19歲，在大學聯考失敗後就立志成為格鬥家，他認為對格鬥有天份，在高中時代成為不敗傳說。因為他是一個白痴，所以在故事中經常由他的言行舉動引起笑彈，除了格鬥其餘就一竅不通，不過他在異世界成為脫衣高手，可以剝光妖精就和吃飯一樣容易。喜歡的食物是咖哩飯就只是懂煮這道料理，本來是愛理的忠實影迷，但厚臉皮只是以她的一生的保護者自居。漫畫版性別轉換自稱淳子。
漫畫第2部時已成為格鬥技大賽冠軍2連霸。
井上律子
配音：宮村優子；台灣：龍顯蕙
17歲，高中生，作者沒有解釋她擁有不正常豐富的軍事知識和戰技兵器的女高中生，而且又沒有解釋她怎樣會擁有一部74式坦克和一批軍火，除了一些奇怪的嗜好之外，她跟普通的女孩子一樣，喜歡去遊樂園和吃點心，故事中由於淳平的白痴言行令她無意形成負責吐糟的角色。另外是咪汪附身坦克的指揮官，暗戀淳平已久。
漫畫第2部時已成為大學生。
雪露西亞‧馬里克雷爾
配音：三石琴乃；台灣：施依琳
本來是卡馬卡一帶的精靈族族長，故事中將主角一夥招來異世界的元兇，是個強力但脫線的魔法師，與淳平經常吵架以引起笑話，是隊伍的吉祥物，漫畫版最後被封為召喚魔法長。
- 波奇(黃色短腿狗)

本來想要扮演占卜師，悄悄告知主角們碎片的去處，找到第一個碎片卻忘記回復原狀去轉印而無法恢復原貌，直到碎片蒐集完整方可解除。在變成這型態自稱愛理狄卡皮歐，但是淳平就叫波奇。
- (熊貓)

被安妮特誤推一把，誤喝會轉人為熊貓的滿月積水。漫畫版是雪露西亞失足誤喝地上滿月積水，去到西南‧拿卡家中治療，發現醫生頭上有碎片，最後沒有回復原狀去轉印而無法恢復原貌。
- (猴子)

雪露西亞由於誤入男浴，當中見到碎片在天空，正在回收碎片差點被淳平發現，只好變成猴子避免淳平看見裸體，剛好碎片回收無法回復原狀去轉印而無法恢復原貌。
- 阿呆(阿呆鳥)

因為當初被走失一隻瀕臨絕種的阿呆鳥，事後雪露西亞因自責變成阿呆鳥，希望將碎片回收自願沒有回復原狀去轉印而無法恢復原貌。淳平就稱呼阿呆。漫畫版性別轉換自稱雪茄。
74式坦克(動物靈體)
內有貓的靈魂附身，取名為咪汪。轉附在坦克上成為了一台怕狗的陸上兵器，所以除了外觀上，行為像隻貓一般。雖然不用花費燃料，但是戰力經常不穩定。
安妮特
配音：川上倫子
雪露西亞的副手，曾經不信邪啟動了最邪惡的招喚魔法，卻只招來主角世界中的物品。
新谷麻衣
漫畫第二部出場，自稱是淳平的妹妹。

### 其他人物
黑珍珠－卡佩拉 (妖精)
不論魔法或格鬥技巧皆十分強大，身上有碎片之一。
米莉亞 (妖精)
因為誤穿咀咒的盔甲，四處尋找妖精狩獵者請求幫忙脫下。
曼陀罗花 (植物型妖精)
頭頂有紅花，全身綠色的小妖精，常年埋於土內休息。其中一個身上有碎片之一。
蕾貝嘉 (妖精)
小時候同雪露西亞在同一間魔法學校學習，因雙方成績優異使兩人成為競爭對手。身上有碎片之一。
黎明 (妖精)
為了達到目的而不擇手斷，要征服世界的女人。身上有碎片之一。
恰吉 (妖精)
詢問委員會的一員，曾經讓四位主角陷入兩次危機。
愛米莉 (妖精)
擁有非常靈敏的聽覺。
雷比亞 (妖精)
為了達到打倒一千人而消除背後花紋的咀咒，四處挑戰他人的女妖精。
艾米 (妖精靈魂)
淘氣的妖精靈魂。
羅米娜 (妖精)
任職於教堂的妖精修女，差點把主角火葬。
可莉娜 (妖精)
喜愛跳舞的少女。
狼
異世界存在的一匹狼，會說人的語言。襲擊動物們並給村子帶來困擾。打算襲擊小紅帽的奶奶（配音：福島央俐音），不過卻被搶先到達的淳平們擊退。在被獵人們盯上危險的眼睛時，被淳平們幫助。

## 電視動畫
總共24集，分兩次播出。首次於東京電視台播出。台灣由中都卡通台首播，緯來綜合台重播。
| 妖精狩獵者 (1996年10月至12月) | 妖精狩獵者 II (1997年10月至12月) |
| 第一集 - 来襲!エルフを狩るモノたち 第二集 - 誕生!無敵のパーティー 第三集 - 選択!赤と青の秘薬 第四集 - 必殺!1000人目をねらえ 第五集 - 追加!五番目の仲魔 第六集 - 戦慄!史上最悪の呪文 第七集 - 恐怖!お花畑でつかまえて 第八集 - 臨終?あの世の果てまでも 第九集 - 感動!君よ美しく舞え 第十集 - 悲劇!脱ぎたいエルフ 第十一集 - 逆襲!お前たちに明日はない 第十二集 - そしてエルフを狩るモノたち | 第一集 - エルフを釣るモノたち 第二集 - フキたいモノたち 第三集 - 呪われたっケ?モノたち 第四集 - 天と地を操るモノたち 第五集 - マメにはまるモノたち 第六集 - 騙されるモノたち 第七集 - ウルフを狩るモノたち 第八集 - 時にはエルフを守るモノたち 第九集 - ノエルを待つモノたち 第十集 - 主役を争うモノたち 第十一集 - 夢見るモノたち 第十二集 - やっぱりエルフを狩るモノたち |

## 音樂
妖精狩獵者
- OP　『Angel Blue』　          浜崎直子
- ED 『天才は最後にやってくる』　浜崎直子

妖精狩獵者II
- OP　『Round11』　       浜崎直子
- ED 『奇跡の向こう側へ』　浜崎直子

## 其他
- 由於有不少淳平剝光女妖精身上衣服的情節，尖端出版發行台灣中文版單行本時主動列為限制級，中都卡通台首播電視動畫版時列為輔導級、在23:00播出。尖端版單行本已經絕版。
- 律子神奇地擁有軍事知識與軍事裝備，矢上裕完全無法給予解釋，最後只好用「怪胎」二字來解釋。
- 本作動畫為無綫電視首套購入的日本深夜電視動畫，僅次於《銀河英雄傳說》成為香港電視史上第二套播出的日本深夜動畫，但兩者均非在香港深夜時段播出。1999年1月9日至1999年8月1日，在翡翠台逢星期日11:00-11:30播出連續兩個季度。

## 延伸閲讀
- Santos, Carlo. . Anime News Network. 2009-07-21  [2021-04-20]. （原始内容存档于2020-12-15）.
- Luster, Joseph. . Otaku USA (Sovereign Media). 2016-04-02  [2021-04-20]. （原始内容存档于2016-06-08）.

## 外部連結
- J-pop.com review
- 妖精狩獵者（漫畫）在動畫新聞網百科全書中的資料（英文）